# Isla (nome)
Isla  è un nome proprio di persona scozzese e inglese femminile.

## Varianti
- Femminili: Ila[2]

## Origine e diffusione
Si tratta di un moderno nome scozzese, nato probabilmente come variante di Islay, un nome scozzese ambigenere tratto dall'isola di Islay (il cui toponimo è di origine incerta). In parte potrebbe anche derivare dal nome dell'Isla, un piccolo fiume del Perthshire; inoltre coincide con il termine spagnolo isla, che vuol dire "isola".

## Onomastico
Il nome è adespota, cioè non ha santa patrona, quindi l'onomastico ricade il 1º novembre, per la festa di Ognissanti.

## Persone

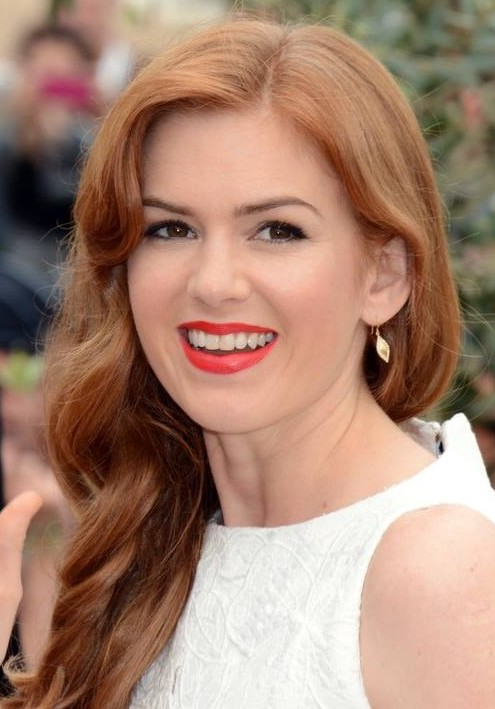
Isla Fisher

- Isla Dawn, wrestler scozzese
- Isla Fisher, attrice australiana